# Вэньсянь (Хэнань)
Вэньсянь (кит. упр. 温县, пиньинь Wēn xiàn) — уезд городского округа Цзяоцзо провинции Хэнань (КНР).

## История
Уезд был создан ещё при империи Хань. При империи Северная Ци в 556 году он был расформирован, но при империи Суй в 596 году был воссоздан. При империи Тан в 621 году уезд был переименован в Личэн (李城县), но в 625 году уезд Личэн вновь получил название Вэньсянь.
После победы в гражданской войне коммунистами была в августе 1949 года создана провинция Пинъюань, и эти места вошли в состав созданного одновременно Специального района Синьсян (新乡专区) провинции Пинъюань. 30 ноября 1952 года провинция Пинъюань была расформирована, и Специальный район Синьсян перешёл в состав провинции Хэнань. В 1960 году уезд Вэньсянь был присоединён к уезду Циньян, но в 1961 году был воссоздан. В 1967 году Специальный район Синьсян был переименован в округ Синьсян (新乡地区). В 1986 году уезд вошёл в состав городского округа Цзяоцзо.

## Административное деление
Уезд делится на 7 посёлков и 3 волости.